# Walton (Leicestershire)
Walton – wieś w Anglii, w hrabstwie Leicestershire, w dystrykcie Harborough. Leży 18 km na południe od miasta Leicester i 128 km na północny zachód od Londynu.